# Hiceteria
Hiceteria is een geslacht van vlinders van de familie bladrollers (Tortricidae), uit de onderfamilie Tortricinae.

## Soorten
- H. heptatoma Diakonoff, 1953
- H. heterogona Diakonoff, 1953
- H. stannosa Diakonoff, 1953